# Brocchinia canariensis
Brocchinia canariensis là một loài ốc biển, là động vật thân mềm chân bụng sống ở biển trong họ Cancellariidae.